# ISO 3166-2:SO

Regionen in Somalia

Die Liste der ISO-3166-2-Codes für  Somalia enthält die Codes für die 18 Regionen (gobolka) des Landes.

Die Codes bestehen aus zwei Teilen, die durch einen Bindestrich voneinander getrennt sind. Der erste Teil gibt den Landescode gemäß ISO 3166-1 (für  Somalia SO), der zweite den Code für die Region wieder.
Die aktuellen Codes stehen auf der Seite der ISO unter #iso:code:3166:SO zur Verfügung.

| Region                            | Code  |
| --------------------------------- | ----- |
| Awdal                             | SO-AW |
| Bakool                            | SO-BK |
| Banaadir                          | SO-BN |
| Bari                              | SO-BR |
| Bay (Bai)                         | SO-BY |
| Galguduud                         | SO-GA |
| Gedo (Ghedo)                      | SO-GE |
| Hiiraan                           | SO-HI |
| Jubbada Dhexe (Medio Giuba)       | SO-JD |
| Jubbada Hoose (Basso Giuba)       | SO-JH |
| Mudug                             | SO-MU |
| Nugaal                            | SO-NU |
| Sanaag                            | SO-SA |
| Shabeellaha Dhexe (Medio Scebeli) | SO-SD |
| Shabeellaha Hoose (Basso Scebeli) | SO-SH |
| Sool                              | SO-SO |
| Togdheer                          | SO-TO |
| Woqooyi Galbeed                   | SO-WO |